# Fernão Lopes de Castanheda
Fernão Lopes de Castanheda (* um 1480; † 1559) war ein portugiesischer Historiker in der Frührenaissance.

## Leben
Castanheda war der uneheliche Sohn eines königlichen Beamten. 1528 begleitete er seinen Vater nach Indien, wo er in Goa und auf den Molukken diente. Als er 1538 zurückkehrte, hatte er aus schriftlichen und mündlichen Quellen genug Material für sein großes Geschichtswerk gesammelt. Der erste Band seiner Historia do descobrimento e conquista da India pelos portugueses (Geschichte der Entdeckung und Eroberung Indiens durch die Portugiesen) erschien 1551. Sechs weitere Bände erschienen noch zu Castanhedas Lebzeiten, drei posthum. Das Werk wurde bald in die wichtigsten europäischen Sprachen übersetzt.

## Werke
- História do descobrimento e conquista da Índia pelos portugueses (I, III, IV-V, VIII)
  - Warhafftige vnd volkomene Historia, von Erfindung Calecut vnd anderer Königreich, Landen vnd Inseln, in Indien, vnd dem Indianischen Meer gelegen,: So vormals von niemands mehr erkand, daher biss auff den heutigen Tag allerley Gewürtz, Specerey vnd andere köstliche Wahr, fast in die gantze Christenheit gebracht werden. Wie dieselbigen durch des Königes auss Portugal Vnterthanen zu Meer ersucht, gefunden vnd bekriegt worden etc. 1565 (mangelhaftes) Digitalisat